# Juan Solera
Juan Solera Albero (Caudete, 16 de marzo de 1956) es un médico y político español.

## Biografía
Nació el 16 de marzo de 1956 en el municipio albaceteño de Caudete. En 1983 se licenció en Medicina y Cirugía por la Universidad de Valencia y ha ejercido de médico de atención primaria en Alcaraz. A nivel político está afiliado al PSOE y fue miembro de su ejecutiva provincial de Albacete. En las elecciones generales de 2000 fue en las listas de su partido por la circunscripción electoral de Albacete y no obtuvo el escaño, pero en junio de 2003 Matilde Valentín abandonó su escaño y pasó a ocuparlo hasta enero de 2004.